# Mikloš Lutar
Mikloš Lutar (madžarsko Luttár Miklós), slovenski učitelj, ravnatelj, prevajalec, pisatelj in madžaron na Ogrskem, * 15. junij 1851, Murska Sobota; † 8. november 1936, Budimpešta.

## Življenje
Rodil se je očetu Miklošu Lutarju st. in materi Elizabeti (roj. Stergar). Najprej se je šolal v sirotišnici Kelcz-Adélffy v Kőszegu (1863-1870). Leta 1873 so ga imenovali za učitelja državne osnovne šole v Gančanih s svojo madžarsko soprogo Amálio Kapocsy. Od 1891 je delal v šoli kot stalni učitelj. V Gančancih je Lutar naredil vse, da bi pomadžaril Slovence.
9. januarja 1898 je bil premeščen na Reko (danes Hrvaška), kjer je postal ravnatelj mestne madžarske osnovne šole. Po prvi svetovni vojni je zapustil Reko in se preselil v Budimpešto.

## Delo
Leta 1888 je na pobudo madžaronov v Murski Soboti in njihovega tednika Muraszombat és vidéke v prekmurščino prevedel madžarski šolski katekizem Elemi katekizmus katholikus kezdő tanulók számára pod naslovom Máli katekizmus za katholicsánszke soule, ki je bil še trikrat ponatisnjen (1891, 1892, 1894). Lutar je z dvojezično prekmursko-madžarsko izdajo hotel doseči hitrejšo madžarizacijo Prekmurcev. Lutarjev jezik v katekizmu je zelo slab in nerazumljiv, ker je avtor suženjsko sledil madžarskemu izvirniku brez upoštevanja jezikovnih pravil. Poleg tega se je slepo držal madžarskega besednega reda, da bi samovoljno preoblikoval prekmurščino, da bi bila čim bolj podobna madžarščini.
Društvo Sv. Štefana v Budimpešti se je uprlo Lutarjevemu katekizmu, saj uporaba verskih učbenikov, ki niso bili izdani po Društvu, ni bila dovoljena. Šolski nadzornik v Slovenski krajini Vendel Ratkovič je skušal popraviti besedilo, a brez uspeha. Ugotovil je tudi, da Lutarjeva knjiga nasprotuje nauku katoliške cerkve, ker je avtor izpustil ogromno stavkov iz madžarskega izvirnika.
Zaradi tega je bil Lutarjev Máli katekizmus popolnoma neuspešen v Slovenski krajini.
Lutar je 1914 naprosil madžarsko vlado, da mu dovoli izdajo madžarsko-prekmurskega in prekmursko-madžarskega slovarja. Madžarski slavist in jezikoslovec Oszkár Asbóth je pregledal gradivo, ampak je ugotovil, da je Lutar tudi v tem delu naredil veliko napak, ker ne obvlada prekmurščine. Predlagal je, naj rokopis pregleda Avgust Pavel in naj vzpostavi stik z ljudmi, ki govorijo prekmursko. Do izdaje slovarja ni prišlo zaradi izbruha prve svetovne vojne.